# General Paz partido
General Paz egy partido (körzet) Argentínában a Buenos Aires tartományban. A fővárosa Ranchos.

## Települések
| - Ranchos - Loma Verde - Barrio Río Salado - Villanueva - Alegre |